# Kinnarodden
Rt Kinnarodden (ili Nordkinn, ponekad i Nordkyn) na 71°8′2″N 27°39′0″E / 71.13389°N 27.65000°E je najsjevernija kopnena točka Norveške i time istovremeno najsjevernija kopnena točka u Europi.

## Geografski smještaj
Nalazi se na najsjevernijem dijelu poluotoka Nordkinn (norveški Nordkinnhalvøya) u Finnmarku, okrugu u sjevernoj Norveškoj. Udaljen je 14 kilometara od sela Mehamn u kojem se nalazi i zračna luka.
Ponekad se pogrešno smatra da su rtovi Nordkapp i Knivskjellodden najsjevernije kopnene točke Europe, ali to nije točno jer se nalaze na otoku Magerøya. One čak nisu ni najsjevernije otočne točke Europe jer se otočja kao što su Svalbard i Zemlja Franje Josipa sjevernije od njih.

## Vanjske poveznice
- O najsjevernijim točkama Europe  Arhivirana inačica izvorne stranice od 26. studenoga 2010. (Wayback Machine)